# 2778 Tangshan
2778 Tangshan è un asteroide della fascia principale. Scoperto nel 1979, presenta un'orbita caratterizzata da un semiasse maggiore pari a 2,2813045 UA e da un'eccentricità di 0,1214760, inclinata di 4,61727° rispetto all'eclittica.